# Palazzo Minei
Il palazzo Minei è un edificio di valore storico e architettonico di Napoli, ubicato sul colle di San Potito.

## Storia e descrizione
Nel primo trentennio del 1700 (1 Febbraio 1733) nel Regno di Napoli durante la monarchia Asburgica; il Patrizio Napoletano; Don Felice Antonio Magno Minei, (1686 – 1767) Dottore In Legge. Con atto presso Notaio Gregorio Servillo. Acquista da Don Domenico Carafa, un lotto di terreno censito nella pianta della Platea Della Costigliola sottoscritto sul libro dell'esazione dei Cenzi  ''Magnifico Don Felice Minei 24 gennaio 1732  '' custodito presso L'ASNN . L'antico borgo del Limpiano definito; portaria di S.Potito una collina di Napoli, '' Costigliola '' a centralita' definibile '' Decentrata '' a forte rapporto squilibrato, tra altezza e ampiezza del piano topografico. Pur rientrando nel centro collinare della città di Napoli. Nell'anno 1600, per conferire legalita' ai nuovi spazi residenziali, I Carafa, favorirono l'installazione di case religiose. Infatti, nel 1613 Don Francesco Carafa vendette alle monache Benedettine, che vi edificarono il monastero di San Potito. Un suolo in precedenza appartenuto ai Grimaldi Marchesi di Pietracatello. L'area di questa collina  '' San Potito '' inizio' a popolarsi grazie alla nobilta' e alla ricca borghesia del '' Regnum Neapolitanum '' è fuori. Tutta legata con i nobili '' Carafa '', la quale acquista dagli stessi; i lotti di terreno, che verranno destinati alla Costruzione delle proprie nobili dimore. Tale nobiltà; si servirà delle migliori menti architettoniche del tempo; concedendosi la Costruzione di maestosi palazzi che possiamo ancora oggi ammirare, come il palazzo '' Minei ''in stile Sanfeliciano. Da riferimenti di rogatorie notarili del 1750 custodite presso l'archivio di Stato Storico Napoli; relative a scritture di Don Felice Antonio Minei: Rifer..1759 Notaio Ranieri [Accosto il venerabile Monastero di San Potito sopra di regij studi Palazzo Grande posto nel mezzo del suo comprensorio delle case nel ripartimento delli Vichi Casciati aperti nel medesimo suolo per il comodo degli inquilini, e delle costrutte abitazioni il tutto da esso edificato dalle fondamenta con mio denaro libero]. Il ceto nobiliare ha lasciato, in questa zona di Napoli; diverse tracce di appartenenza storica, legate al proprio livello socio- economico – culturale, edificando a gusto architettonico maestosi ed artistici Palazzi Nobiliari. Nelle chiese; imponenti cappelle gentilizie familiari,  di culto devozionale. Oltre alle notevoli elargizioni '' Beneficiis Ecclesiasticis '',  e devozione; contribuendo alla nascita e mantenimento di esistenti opere assistenziali. Presso l'archivio storico di stato di Napoli; ritroviamo a pianta - redatta da Giovan Giacomo di conforto nel 1614 ed aggiornata al 1726, - Isolato Nr 5 - è individuato con la scritta [Giardino appresso S.To Potito ed è del Sig. Domenico Carafa ]. Tale terreno ricordato in epoca precedente come '' portaria di San Potito '' è visibile nella veduta Baratta del 1629. Mentre nella cartografia ‘’ Carafa ‘’ viene registrato l’edificazione del palazzo Minei. L'avvio alla costruzione del palazzo nobiliare Minei; fu condizionata da un ritardo di oltre due anni, dalle monache di San Potito e dai Padri dell'ordine di San Giuseppe dei Vecchi; in quanto, imposero una fascia libera intorno ai propri conventi. Oltre a un allargamento della strada o Scesa San Potito, davanti all'ingresso della chiesa realizzato da Cosimo Fanzago, e monastero R.R. P.P. clerici regolari di San Giuseppe dei Vecchi. Tali controversie seguite e curate dal Patrizio napoletano giureconsulto Don Felice Antonio Minei e da altri Dottori in legge; ebbero fine, il 28 Luglio dell'anno 1734. Accordi ben definiti e rogatoria del notaio Nicola Farace di Napoli,; definiscono le aree perimetrali del palazzo Minei con annesse misure di distanze rispettivamente: lato monastero San Potito e lato ingresso monastero chierici minori chiesa S.Giuseppe dei Vecchi. Dimostrazione storica, come gli ordini religiosi sollecitarono e, condizionarono lo sviluppo della Costigliola. Con la venuta a Napoli di Carlo divenuto Carlo III; dilaga negli ambienti filo-Borbone, la divulgazione degli ideali illuministi. Politica dettata da Carlo III di Borbone, che vede la città di Napoli, vivere un periodo di rinnovamento, i cui borghi extra/moenia divengono meta d'interesse per la pianificazione territoriale. Il Minei, in data 28 Luglio 1734; con ritardo di anni, conclusa la vertenza da mandato alla realizzazione del progetto del proprio palazzo. Ai Sig.ri. Ing. Gennaro Dell'aquila, regio ingegnere del Sacro Regio Consiglio; Gioacchino Fanciano, tavolario;  Pompeo Serio, capo mastro, e il regio Ingegn.re Don Filippo Fasulo. Il '' Dell'aquila '' realizzerà oltre al palazzo '' Minei '', anche il palazzo '' De Vietri '', in zona San Potito. Il tavolario Gioacchino Fanciano, affermato '' fabbricatore '' e '' conoscitore '' dei materiali da costruzione. Realizzerà dopo il palazzo Minei; altra fabbrica, per conto del giureconsulto Don Felice Minei. Rifer [In una tenuta. Col casino e compreso di case, massaria,  e quarantotto moggi di terra nel casale di questa città di S. Sebastiano nel luogo detto alle quattro vie, sotto la taverna della cercola confina la via pubblica per più parti, e la masseria del monastero di Monte Oliveto di questa città .RIFER.ASNN-ARCHIVIO Notai].
Attraverso vari carteggi di committenze consultate presso l'archivio storico del banco di Napoli, si evince anche il rapporto del '' Minei '' attraverso la regia Camera della Sommaria, nella consulta con regi ingegneri, nel contempo noti come: Ing. Antonio Notarnicola e il tavolario Costantino Manni e l'architetto Nicola Tagliacozzi che successivamente, curerà il restauro della cappella Gentilizia di S. Anna; appartenuta ai ''Minei'', sita nell'attigua chiesa di San Giuseppe Dei Vecchi. C'è da dire; che le menzionate Maestranze citate realizzano nel 1734 e prima, architetture di tipo teatrali e traboccanti di stucchi cartigli, queste opere architettoniche, oggi appaiono come testimoni nell'evoluzione delle culture del tempo, capaci oggi, di restituire una immagine fedele delle conoscenze e della storia delle fabbriche. In analisi definitiva; il '' Minei '' rigetta, queste architetture; preferendo, un portale principale del suo palazzo, in stile Settecentesco diverso; capace di esprimere la rielaborazione dei modelli Sanfeliciani e Vaccariani in una sintesi architettonica mistilinea. Il fronte palazzo '' Minei '' a tre piani; con retro costruito a tipologia ad ampi terrazzamenti in successioni, offrendo agli abitanti del palazzo, una spettacolare vista dai rispettivi fronti, sulla città e mare; in un'atmosfera costantemente sospesa tra cielo e città e Golfo di Napoli. Da ricerche toponomastiche, il palazzo Minei, godeva di un'ampia veduta anche dal lato frontale, rivolto verso l'altopiano di '' Fonseca ''e sul lato sinistro, verso la collina dell'attuale '' Vomero ''. Non avendo all'epoca, iniziate; costruzioni di rilevanti altezza. La facciata; come volontà del Don Felice Antonio Minei; essendo una residenza nobiliare; non esistevano botteghe. Il palazzo, aveva un raffinato retro giardino il cui accesso veniva anticipato da un percorso coltivato con alternate fitte aiuole di rose. Tale percorso, configurato con una zona di rispetto, a tipologia perimetrale, e un toponimo voluto dal Minei, attuale '' Vico Rose ''; distanziato a sinistra dal monastero di San Potito e a destra dal monastero San Giuseppe dei Vecchi. Definito dal Patrizio Don Felice Antonio Minei; anche '' Comprensorio Di Case ''  nel Vico Rose. Successivamente, date in affitto a persone meno abbienti. Oggi definito '' Un vico di particolare tipologia'' con palazzo storico particolarmente interessante. Il palazzo viene completato nel suo insieme architettonico nell'anno 1736, la sua denominazione nel locale gergo popolare, viene definita fin dalla costruzione, come il palazzo ''  di Don Felice Minei '', successivamente alla fine del 1700, acquisisce il termine popolare nella città di Napoli; del palazzo dei Nobili Baroni Minei (Maritali Nomine) eredi. Da convenuti accordi con la chiesa San Giuseppe De Vecchi, con il Don Felice Minei; era possibile accedere dal Vico Rose, attraverso un portale; al convento del collegio della chiesa S. Giuseppe Dei Vecchi Dei R.R. P.P. Clerici Regolari. (Visibile Qualche Traccia Murale). I Minei; dimoreranno nel rispettivo palazzo sino al 1900 (Trisavolo barone di S. Elena Giuseppe Maria Pietro 1823-1900 - 1° Tenente Rgt Della Guardia Granatieri Di S.M. Francesco II). Il bisnonno 1853-1900 e il nonno 1885-1967, sceglieranno dimore diverse nella città di Napoli. Il palazzo, per l'importante interesse storico; gode dal 1912 della tutela della sovraintendenza per i beni archeologici ed il paesaggio.  Stemma araldico palazzo '' Minei '' - Partendo dalla fine del secolo 1600; una delle prime rappresentazioni a Napoli, dello stemma nobiliare, relativo alla casata Minei; risulta oggi; rappresentato sulla chiave di volta del portale del palazzo nobiliare sito a Napoli alla strada San Potito, oggi via Salvatore Tommasi nr 12 quartiere Avvocata. Lo stemma araldico del palazzo Minei, in gusto barocco; viene realizzato su committenza del Patritius Neapolitanus Utroque Jure, Don Felice Antonio Magno Minei, nel 1734 dal famoso Carlo D'Adamo. Un noto artigiano e scultore per la lavorazione di manufatti artistici in marmi policromi. Carlo D'Adamo; con le sue svariate '' botteghe '' a ridosso della '' scesa '' della Costigliola inizio del colle del monastero di San Potito; nel 1734 se ne contavano oltre 10 botteghe, site sotto la rampa '' in Napoli e fuori  '' via Foria. Carlo D'Adamo  (Adamo); risulta essere nel 1700 tra i più prestigiosi manifatturieri di marmo lavorato di gusto rococò. Notevoli i suoi trascorsi rapporti con Domenico Vaccaro; gli architetti, Nicola Tagliacozzi e Guglielmo Sanfelice. Riceve; incarichi di opere artistiche in occasione delle nozze del Re Carlo di Borbone con Maria Amalia di Sassonia. realizza lo stemma gentilizio del palazzo Minei con marmi policromi incastonati. La rappresentazione dello stemma viene così descritta: Arma; d'oro al castello azzurro; aperto e finestrato del campo; torricellato da tre pezzi; ognuno sormontato da un saraceno impugnante una spada d'argento; alta in palo '' simbolo dell'origine guerriera ''. La torre indica frequentemente nobiltà antica e cospicua, in quanto solo le famiglie potenti e illustri potevano costruire delle torri simbolo di dominio feudale; forza e costanza. La torre è stata assunta nello stemma da chi aveva scavalcato per primo le mura di una fortezza assediata. La corona; timbro dello scudo gentilizio, con cinque fioroni come da usanza feudale di nobiltà di '' Duca ''; si completa con un cerchio bordato e cinque perle visibili, corrispondenti ai foglioni; posata su uno scudo gentilizio di tipo ovale '' a cartoccio '' circondato da arricciature. La storica realtà celata: in tale stemma '' cavalleresco nobile ''; rappresenta in sintesi, la comunione di un passato che parte dall'anno 1062 periodo normanno della Sicilia, al 1734 dinastia di Borbone. Ritenendolo il Don Felice Antonio Minei; personale rappresentatività nobiliare continuata per secoli; attraverso cicli e fasi storiche; reagendo ai cambiamenti politici, sociali, ed economici. Ritrova il modello ricorrente alla nascente dinastia dei Borbone a Napoli che vede il '' Minei '' in primis artefice. Citazioni presenti nei carteggi storici del Don Felice Minei: '' La nobiltà del sangue '', a voi miei riveriti signori, e degno vanti nella convivenza degli uomini. Altre citazioni presenti su altri blasoni araldici della casata Minei: '' Se i destini lo consentono '' tale citazione, viene pure riferita, ad una rievocazione storica dell'anno 1419 dell'assalto al castello a Montemiletto. Il portale di palazzo '' Minei ''. Costruito nel 1734 a linea architettonica  '' Sanfeliciana '' a tipologia '' Mistilinea '', con arcata in linee '' spezzate''; sovrastato dallo stemma nobiliare della casata, e balcone mistilineo in piperno sagomato con innesto del ripiano sul portale. Trova riscontro un interessante quando unico (all'epoca) la scelta estetica delle bugne a punta di diamante in marmo bianco di Carrara; volute dal Don Felice Minei, inserite dall'interno dei listati di piperno provenienti dalle cave di '' Pianura '; dal mastro piperniere Francesco Cibelli. L'unicità del marmo commesso, del colore bianco carrara delle bugne a punta di diamante, oltre le dimensioni; risulta, uno dei primi esempi di arricchimento estetico architettonico di portale a Napoli; eseguito dal maestro marmoraro Carlo D'Adamo. L'inedita eleganza offerta dalla modellazione geometrica delle bugne inserite, sono riscontrabili nei portali, di palazzi nobiliari, come il palazzo dell'architetto Guglielmo Sanfelice in via Arena alla Sanità, quartiere Stella, Napoli. Da carteggi del Don Felice Minei, circa un aneddoto legato alla scelta delle bugne, risalente a un dialogo avvenuto poco prima dell'avvio della costruzione della fabbrica, tra il Don Felice Minei e l'architetto Sanelice, dove il Minei in clima d'amicizia con il Sanfelice; esponeva la sua volontà di preferire....il colore bianco rispetto all'usuale tipologia del cupo grigio piperno, il cui candore carrarese, viene esaltato curando la pulizia delle stesse, dando al portale della fabbrica, magnificenza di vista....Rifer. ASNN-ASBN-.  Mascherone apotropaico e Rosta del Palazzo '' Minei ''. In bella mostra, sull'architrave del portale del palazzo Minei; troviamo la particolare maschera Apotropaica '' linguacciuta '', rappresentante il satiro '' Dio Silenu ''  come rito che allontana il male, ma anche come riferimento alla '' saggezza ''; riferita all'attività giurisprudenziale, del nobile patrizio napoletano Don Felice Antonio Magno Minei. Sul retro del '' mascherone '' vediamo, la bellissima '' Rosta in legno '' dal pregevole intaglio eseguito dal mastro intagliatore '' Domenico Celentano ''. La rosta che chiude la parte superiore del portone del palazzo Minei; si presenta, contrariamente alle tradizionali roste, a forma semicircolari a coda di pavone, ma voluta, inserita in un perimetro geometrico a forma di trapezio isoscele. Il Minei, adeguò le proprie scelte compositive del suo palazzo; parte a un tardo barocco, altre, a forme mistilinee. Il Cortile del palazzo Minei con pavimentazione a '' basoli '' vesuviani. Si presenta a forma quadrilatero; nel fondale sorge un possibile pozzo, o un tempo, fontana decorativa, sovrastato da un arco mistilineo e da una nicchia circolare, che ospita un busto muliebre proveniente dalle botteghe artigiane di via Foria largo delle Pigne - Napoli - del maestro Carlo Adamo (D'Adamo). Il busto, come opera ornamentale del proprio palazzo; rappresenta, Diana cacciatrice in stile barocco. Il '' puteole '' in piperno, che troviamo collocato frontalmente, che funge da '' pozzo '', in origine era collocato al lato sinistro entrando nel cortile del palazzo Minei dove si scorge, l'arcata in piperno addossata alla parete, e l'anello in ferro per legare le briglie dei cavalli. La rete sotterranea acquifera che alimentava il palazzo, fino alla fine del secolo 1800; era collegata con l'acquedotto del Carmigiano, alimentava una cisterna sotterranea ubicata nei paraggi del palazzo Minei; testimone un'antica targa marmorea al civico nr 16. Tale rete Idrica detta canale '' D'Azzolino '' si dipartiva dal canale principale detto '' formale reale ''.Ai lati di tale pozzo o possibile fontana, si aprono due ambienti a volta: quello di sinistra identificato come l'antica rimessa, quello di destra, consentiva l'accesso al cortile posteriore; un tempo, percorso verso il giardino; oggi occupato da un corpo di fabbrica a due piani. Tale corpo di fabbrica può datarsi alla fine del secolo 1800 in base alla cartografia, allo stile delle ringhiere, alla struttura della scala. Sul lato '' vista frontale '' area cortile; la finestra in alto a destra, era in origine, un identico balcone come quello alla sinistra. Sul lato destro; oggi appare con verande in ferro e balconi aggiunti in epoca posteriore al 1940, hanno alterato l'elegante fisionomia dello spazio dove, erano collocate due finestre parallele, in linea alle due finestre frontali. Rifer. Quaderno ricerche storiche del nipote materno del Barone di S.Elena Minei Giuseppe, Antonio Di Bernardo.
Il palazzo presenta una bella facciata a tre piani con dei balconi mistilinei in piperno sagomato; al centro del basamento si apre un maestoso portale cuspidato a bugne alternate di gusto sanfeliciano, sormontato dallo stemma di famiglia. Oltrepassato l'androne si raggiunge il cortile quadrilatero che ha sul fondale un pozzo, sovrastato da una nicchia che ospita un busto muliebre del '700, ed un vano che porta alla scala. Negli interni del piano nobile non vi sono più i fastosi arredi di un tempo, ma sopravvivono due soffitti affrescati del primo '800. Uno raffigura una scena mitologica con Apollo e quattro busti muliebri (forse raffiguranti donne del casato nobiliare), l'altro motivi geometrici di gusto pompeiano e quattro scene di paesaggio con romantiche rovine immerse nella vegetazione.
Ai lati della facciata si aprono due supportici che portano a comprensori di case che la famiglia Minei volle costruire per darli in affitto a famiglie meno abbienti.